# Craterellus cornucopioides
Craterellus cornucopioides é uma espécie de fungo pertencente à família Cantharellaceae.